# 김문수
김문수(金文洙, 1951년 8월 27일~)는 대한민국의 노동운동가 출신의 정치인이다. 제15·16·17대 국회의원과 제32·33대 경기도지사, 제10대 고용노동부 장관을 지냈다. 2025년 5월 10일 국민의힘 제21대 대통령 선거 후보로 확정되었으나 더불어민주당 이재명 후보에게 밀려 낙선하였다.

## 생애

### 생애 초기
1951년 경상북도 영천시 임고면 황강동에서 4남 3녀 중 여섯째로 태어났다. 중학교 동창으로 삼성전자 대표를 역임하고 제4대 지방선거에서 상대했던 진대제가 있다. 고등학교 3학년 때 3선개헌 반대 시위를 하다 제적되었다가 겨우 복적돼 정상적으로 대학입시를 치를 수 있었다. 이후 고학으로 1970년에 서울대학교 경영학과에 입학했다.

### 서울대 재학 시절
대학 입학 후 1970년 초 그는 대학 내 모임인 후진국 사회연구원에 가입하여 활동하였고, 같은 해 피복공장 노동자 전태일이 동대문 평화시장에서 분신자살한 소식을 접하고 충격을 받기도 하였다. 그 뒤 서울대생에서 김근태와 함께 서울 구로구 구로공단에 노동자로 위장취업하여 위장 취업노동자로 활동하기도 하였다. 구로공단 위장취업 시절 그는 다른 노동자들과 함께 당시 노동계몽운동을 하던 고대노동문제연구소 소장을 만나 그로부터 마산수출자유지역, 영등포공장 이야기 등 언론에 보도되지 않던 비화 등을 접하며 한국노동계의 현실을 체험하였다. 그 자신의 회고에 의하면 구로공단 위장취업 당시 그는 오전에는 공장에서 미싱사로 일하고, 저녁에는 사람들과 만나 담론 토론으로 보내기도 하였다고 한다.
1971년 10월 15일에 부정부패척결 전국학생시위 관련해 제적됐다. 1971년부터 72년까지 고향 경북 영천에서 4H운동, 야학 등 농민운동을 했으며, 1974년에는 불온세력의 조종을 받아 국가를 전복시키고 공산정권 수립을 추진했다는 혐의로 구속·기소된 민청학련 사건과 관련하여 제적됐다. 이후 1994년에 서울대학교 경영학과를 입학 후 25년 만에 뒤늦게 졸업했다.
병역과 관련해서는 1971년 수배 생활 중 강제징집되었다가 중이염을 이유로 군 면제를 받아서 군대에 가지 않았다.

### 노동운동 시절
대학교에서 제적된 이후 노동운동에 뛰어들어 1974년에는 청계천 피복공장 재단보조공으로 근무했으며,
그는 여러 공장에 다니며 직공으로 일했으며, 그 뒤 그는 염색공장에 취직하여 근무하기도 하였고 청계천 피복공장에 입사하여 재단 보조공으로 일하기도 했다. 여러 공장을 전전하면서도 고학으로 1975년 열관리 기능사 2급, 1977년에는 환경관리기사 2급, 안전관리기사 2급, 위험물 취급 기능사 등의 국가기술자격을 취득했다. 1978년 전국금속노동조합 한일도루코 노조위원장으로 선출됐고, 1985년 전태일기념사업회 사무국장을 지냈다.
군사독재의 칼날 아래에서 그는 수차례 체포와 가혹한 고문을 견뎌냈다. 1980년 남영동 대공분실에서의 전기고문과 물고문, 무차별 폭행은 그에게 평생 남을 상처를 남겼으며, 고문 후유증으로 한쪽 귀 청력을 잃기도 했다. 1985년 서울지역노동운동연합 설립에 주도적 역할을 했고, 1986년 인천 5.3 민주항쟁 주도 혐의로 구속되어 수감 생활을 하며 동지들의 멘토이자 버팀목으로 자리했다. 특히 심상정 등 후배 노동운동가들의 보호자 역할을 수행하며 끈끈한 연대를 이어갔다.
1980년 광주민주화운동의 여파로 회사는 노조해산 정책을 추진하여 그는 노동조합 위원장직을 그만두게 되고, 회사에서도 해고당하였다. 이후 구로동맹파업을 주도하였다. 그러나 경찰의 추적을 받다가 체포, 연행되었다. 곧 서울 용산구 남영동 대공분실로 끌려가 고문을 받은 후 구속되어 서대문구치소로 이감되었다. 서대문구치소 수감중 기소유예로 석방되어 다시 한일 도루코로 복직하게 되었다. 1981년 여성 노동운동가 출신으로, 한 때 도피생활 중 은신처를 제공해 주었던 구로2공단 세진전자 노조위원장을 지낸 설난영과 결혼하였다.
그는 동료 노동운동가 설난영과 결혼하여, 경찰의 감시 속에서도 굳건히 함께 투쟁의 길을 걸었다. 전태일 열사의 어머니 이소선이 생전에 가장 아끼고 존경한 인물 중 하나였던 점은 그의 헌신과 인간적 면모를 증명한다. 1988년 개천절 특사로 석방된 뒤에도 그는 변함없이 노동현장을 지켰다.
1980년 전두환 군사정권 시절 구속 후 고문 받고 수감 중 기소유예로 석방되어 한일도루코에 복직하였다. 1984년 방용석 등과 함께 '한국노동자복지회'를 조직하였다. 여기서 만난 안선모 등을 출판사 등에 주선해주기도 하였다. 그해 한국노동자복지협의회 부위원장에 피선되고 1985년 전태일 기념사업회 사무국장 등을 지냈다. 이후 전태일의 모친 이소선과도 교류하였다. 그는 당시 이소선에 대하여 '지혜와 뱃심, 부드러움과 투쟁성, 운동과 생활, 어머니와 투사가 한 몸에 결합'이라며 그를 두번 낳았다고 묘사하기도 했다.
그러나 1990년대 소련을 비롯한 사회주의 국가들의 연쇄 붕괴는 그가 평생 품어온 사회주의적 이상에 깊은 회의를 안겨주었다. 이로 인해 김문수는 점차 이념적 혼란을 겪으며, 이후 정치적으로 보수 성향으로 방향을 전환하는 계기를 맞게 되었다. 노동운동의 최전선에서 ‘전설’로 불리던 그의 삶은 이렇게 정치적 변곡점을 맞으며 새로운 국면으로 접어들었다.
1985년 서울지역노동운동연합 (서노련)이 출범하자 그는 심상정과 함께 활동하였으며, 서노련 지도위원 등으로 선출되어 활동하였다. 1986년 서울지역노동운동연합 지도위원으로 인천시 5ㆍ3직선제 개헌투쟁 주도 혐의 등으로 구속되어 고문을 받고 2년 6개월형을 선고받아 형무소에서 복역하였다가 1988년 특별사면을 받고 풀려났다.
1980년대 말부터 1990년대 초 공산주의권 국가들의 몰락을 지켜보며 그는, 성장에 자원을 집중하되 복지도 함께 따라가야 한다는 견해를 피력하며 이전의 노동관을 버리고 온건론으로 노선을 선회하였다.

## 정치 활동
1990년 민중당 창당에 참여하여 민중당 구로갑지구당 위원장을 지내기도 했다. 그 뒤 민중당 노동위원장으로 선임되고 제14대 국회의원 총선거에서 전국구 3번 후보로 출마하였으나 낙선하였다. 1992년 노동인권회관의 소장으로 추천되었고 이듬해에는 한국노동연구원 현대자동차 노사관계진단팀장에 임명됐다.
1994년 당시 김영삼 대통령의 권유로 "혁명의 시대는 갔다"는 말을 남기고 민주자유당에 입당하였다. 김문수는 민주자유당 경기도 부천소사구지구당 조직책이 되었다. 같은 해 노동부 행정규제완화위원회 위원과 노동인권회관 이사에 선출되었고 1996년 신한국당 공천으로 제15대 국회의원 총선거에 부천시 소사구에서 출마하여 15대 국회의원에 당선되었다. 이후 현실주의를 내세운 노동자 권익 향상을 추진하기도 했다. 그 뒤 민주자유당이 김영삼 체제에서 이회창 체제로 바뀌고 신한국당으로 당명을 바꾼 뒤에도 계속 활동하였고, 1996년부터 1년간 신한국당 대표최고의원 특별보좌관을 수행하기도 하였다.
1998년부터 1년간 야당의원으로는 특별히 대통령 자문기구인 노사정위원회 위원에 선출되기도 하였다.
1998년 한나라당 원내 부총무, 한나라당 노동위원회 위원장, 김대중 정권 대북 뒷거래 진상조사위원회 특별위원장을 맡으며 대정부 공격에 앞장섰다. 2000년 시민단체인 희망을 여는 정치연대의 간사로 활동했고, 2000년 6월 근로기준법을 재개정에 찬성하였다. 이어 노동부는 별도의 예산을 확보해 이들의 노동 실태파악에 나서야 한다고 하였으며 노동자들에게도 노동자 스스로의 끊임없는 권리 찾기 운동이 이어져야 한다며 찬성 의사를 표명했다. 2001년 한나라당 제1사무부총장, 2003년 한나라당 공천심사위원장을 거쳐 2004년 2월에는 한나라당 공천심사위원장으로 활동했다. 공천심사 위원장으로 활동하며 김용갑 등을 선발하기도 했다. 다른 의원과 내외부로부터 김용갑을 자를 수만 있다면 한나라당의 개혁성을 인정해주마, 다른 인사 수십 명을 자르고도 그를 자르지 못한다면 인정 못한다는 압력을 받았지만 김문수는 김용갑을 선택했다 한다. 이 때 "돈 싸 가지고 오는 사람을 제일 먼저 탈락시켰다."며 당시를 회고하기도 했다.
제16·17대 국회의원에 계속하여 당선되었고, 2002년 17대 총선에서는 한나라당 공천심사위원장직을 맡았을 때 당대표를 지냈던 최병렬 등을 공천에서 탈락시키기도 했다. 후보경선에서 낙천자들로부터 견재와 비판을 받기도 했다. 2004년 1월 총선에서는 노동계에 있다가 전향한 그에게 한은 노조위원장 출신인 심일선(沈一善)의 도전을 받기도 하였다.

### 제15·16·17대 국회의원
국회의원 시절에는 노동분야와 환경, 수도권 교통과 아동보육 분야에 관심을 갖고 많은 의정 활동을 벌였으며, 정권 부패 척결과 북한 인권을 위해서도 많은 노력을 기울여 왔다.
이후 제16대, 제17대 국회의원 선거에서도 같은 지역구에서 연이어 당선되었고, 17대 총선을 앞두고는 당대표 경선에 출마했으나 박근혜와 홍사덕에 밀려 3위를 기록했다. 17대 총선 공천심사위원장으로서 한나라당 혁신공천을 주도해 당을 위기에서 일정 부분 구출했으며, IMF 외환위기 이후 결식아동 지원 예산 확보에 적극 나서는 등 사회적 약자 문제에도 관심을 기울였다.
1996년 녹색정치인상을, 1998년 한국유권자운동연합으로부터 국회의정활동 환경노동위 최우수상을 수상했으며, 1999년 결식아동돕기 의정활동 공로패와 전국 보육시설협회 감사패를 받은 바 있다. 당시 “결식아동에게 밥을 줄 책임이 국가에 있는데 왜 예산을 배정하지 않아 성금에 의존토록 하느냐?”라고 항의하기도 하여 “김결식”이라는 별명을 얻었다.
원내대표 경선에서는 낙선했으나 2006년 경기도지사 출마를 위해 국회의원직을 사퇴했다.
이후 16·17대 국회의원에 당선된 3선 국회의원으로서, 한나라당 원내 부총무 등을 맡았으며, 2000년 밝은 정치 시민연합 새천년 밝은 정치인상을 수상했고, 2005년 국정감사 최우수의원상을 수상했으며, 2006년에는 국회출입기자단으로부터 약속 잘 지키는 국회의원 1위와 일 잘 하는 국회의원 1위에 선정된 바 있다.
정치 노선 측면에서는 2000년대 초반까지만 해도 이재오와 함께 개혁보수로 불리던 인물이었으나, 박근혜가 당권을 잡으면서 강경보수 쪽으로 당내 기류가 변하자 박근혜를 공개 비판하며 갈등을 빚었다. 이후 강경 우파 성향을 확고히 하며 2012년 대선 경선까지 박근혜 등 강경보수 세력에 대한 견제를 계속했다.
2006년 광역자치단체장 선거에 출마하기 위해 국회의원을 사임한 후, 2006년 4월 지방자치단체장선거에서 경기도지사에 출마해서 당선되었다.

### 민선 4·5기경기도지사
2006년 7월 1일 경기도 민선 4기 도지사에 취임했다. 2006년부터 2008년 경기디지털콘텐츠진흥원 이사장을 역임했다. 2007년 4월 수도권 규제 완화와 경기지역 개발을 주장하기도 했다.

#### 2009년
2009년 12월 2일 하루 전인 1일 경기도의회 교육위원회가 경기도교육청이 제출한 무상급식 예산 650억 원을 삭감하자, 그에 대해 김문수 지사는 다음과 같이 말했다.
학교는 밥도 중요하지만 선생님이 제일 중요하다. 학교는 무료급식소가 아니다. 훌륭한 선생님 모시기, 과학기자재 구입 등에 예산을 합리적으로 배분해 써야 하는데, 온통 무료급식해서 밥 먹이고 치우자고 한다. 이게 대표적인 포퓰리즘이다.

 한편 오마이뉴스 등의 언론에서는 김문수 지사의 발언에 대해 “‘의무교육은 무상으로 한다.’라고 밝힌 헌법 31조도 포퓰리즘이냐?”라고 비판했다.
2009년 1월 2일 부천상공회의소 신년인사회에서 "우리나라가 일제 식민지가 안 되고 전쟁이 없었고 통일이 됐더라면 오늘의 대한민국이 있었을 거라고 생각되지 않는다."고 말했으나 본질은 역경을 딛고 일어선 대한민국의 위대함에 대한 이야기중 언론이 일부만 인용하여 논란을 빚었다.

#### 2010년
2010년 1월 7일 김문수 경기도 지사는 정부가 제시한 '세종시 수정안'의 특혜논란을 일고있는 인센티브내용들이 역차별을 부른다며 비판했다.
2010년 5월 20일 6.2 지방선거를 앞두고 본인의 지지율이 2위로 나온 여론조사 결과를 보도한 <아시아경제> <폴리뉴스>와 여론조사업체 '모노리서치'를 검찰에 고발했다. 김문수 후보측은 자신의 지지율이 낮게 나온 여론조사 결과는 편파조사라고 주장하여 파문을 일으켰다.
2010년 5월 29일 6.2 지방선거를 위한 유세를 위해 대학생들과 간담을 하던 중 다음과 같은 발언들을 했다. "국민에게 큰 불편을 끼치며 촛불집회에 나섰던 이들은 사과를 해야 한다.", "광화문 광장에 이승만·박정희 대통령 동상을 세워야 한다."
2010년 6월 8일 김문수는 8일 4대강사업에 대해 "다른 지역에서 안 하면 경기도에서 다 하겠다."고 발언했다. 김문수는 이날 오후 경기도 여주군 여주읍 단현리에 있는 한강 살리기 6공구 현장에서 '한강 살리기 사업 추진상황 점검회의'를 열고 "다른 지역에서 왜 4대강 사업을 반대하는지 모르겠다."며 이같이 말했다.
김문수는 이명박 정부에 대한 비판을 해왔다. 2010년 9월에는 ""청와대라는 데가 구중궁궐이지 않습니까?"라며 "각종 보고서를 많이 받겠지만, 그 보고서라는 것하고 현실은 굉장히 다르다."라며 소통에 대한 문제를 제기했으며, 이명박의 독주에 대해서 "리더십이 대통령 1인에게 집중될 때 대통령 본인이 불행해진다."라고 지적하기도 했다. 그러나 2010년 11월 22일에는 "세종대왕, 박정희를 다 합쳐도 이명박 대통령이 역대 최고의 역량을 가졌다."고 평가했다.
김문수는 "하이닉스에서 나오는 구리 양보다도 특전사 6,700명의 군인이 와서 팔당호를 오염을 시키는 것이 더 심각하다.", "군사시설은 군사보호지역이 늘어나는 혐오시설이라서 주민들이 받기를 원치 않는다." 등 진심으로 군대에 적대감을 표한 군대 폄하 발언을 해서 당시 이치범 환경부 장관은 또 “군부대가 환경오염이 더 크다는 게 어떤 근거인지 모르겠다.”고 김문수 도지사의 발언에 우려를 표했고 국방부는 장병들이 혐오스럽냐고 되물어 김문수 도지사의 사죄를 촉구했다.
2010년 11월 2일 서울대 법대생들을 대상으로 한 강연에서 김 지사가 박정희 전 대통령의 업적을 치켜세운 걸 두고 한 학생이 “민주주의란 권력자가 독단으로 결정하는 게 아니라 국민이 합의를 통해 결정하는 체제다. 국민을 설득해 이끌어내는 게 지도자의 요건 아니겠느냐?”고 묻자 김문수 지사는 “민주주의만 외치면 모든 게 정당화되느냐. 배고픈 사람에게 민주주의가 밥을 주진 않는다.”고 답했다.
2010년 11월 김문수의 대학특강과 실·국장회의에서의 발언이 구설수에 올랐다. 이 자리에서 김문수는 걸그룹 소녀시대에 대해 젊은이들과 공감하는 차원에서 "내가 봐도 잘생겼다. 쭉쭉빵빵이다."라고 농담하였다가 논란이 되기도 하였다. 그러나 김문수는 유감을 표명할 사안이 아니라며 당시 논란을 삼았던 언론에 해명했다.

#### 2011년
2011년 그는 "한나라당이 정당의 이념과 교육을 소홀히 함으로써 선진화를 가로막는 좌파의식, 포퓰리즘이 연탄가스처럼 국가와 국민을 오염시켰다."라고 발언했다. 경기도에 따르면 김문수 지사는 2010년 7월 자신의 두 번째 임기를 시작한 이후 11개월 동안 모두 62차례 외부특강을 가졌다고 한다. 한 달에 5,6회 꼴로, 매주 1차례 이상씩 외부에 얼굴을 내밀고 있는 셈이다. 지난해까지 '대한민국의 미래, 경기도'였던 특강 주제도 올 들어서는 '통일 강대국, 대한민국을 만들자'로 바꿨다. 전직 대통령들에 대한 평가는 물론 한나라당과 이명박 대통령에 대한 비판 등 정치적 발언도 서슴지 않고 있다. 이 때문에 도정보다는 자신의 정치적 철학과 소신을 알리는데 주력하고 있다는 비판이 나오고 있다. 또한 김 지사는 특강 뒤 50만~100만원에 이르는 강사료도 일부 받아 온 것으로 확인됐다.

#### 2012년
2012년 4월 16일 수원 광교신도시로 이전 계획이었던, 경기도청이 이전보류되면서 논란이 일어났다. 김문수는 16일 "세수의 3분의 2를 차지하는 부동산 관련 세금이 줄고 있고, 부동산 침체도 장기화 조짐을 보이고 있어 재정이 걱정"이라며 "지금은 비상경영체제로, 수천억원이 드는 신청사 이전사업은 일단 스톱하라고 지시했다."고 밝혔다. 이로 인해 광교신도시 입주예정자 및 입주자 들은 비상대책위원회를 구성하고 이전보류 발표시기와 대선 출마를 위한 경기도지사 사퇴 발표시기와 관련하여 비대위는 "김 지사는 지난 지방선거와 연말 대선을 앞두고 도청 광교신도시 이전 계획을 두 번씩이나 보류하는 등 정치적으로 악용하고 있다."며 2012년 5월 15일 주민 300여명이 참여한 가운데 경기도청앞 광장에서 광교신도시 도청이전을 촉구하는 규탄 집회를 열고 강하게 반발 하였다.

#### 2014년
2014년 6월 30일에 경기지사의 임기를 마치고 9월에 새누리당 보수혁신특별위원회의 위원장으로 임명되었다.
김문수 보수혁신위원장은 서울 여의도 당사에서 기자간담회 및 오찬간담회를 잇따라 갖고 “국민이 지금 바라는 것은 ‘정치 좀 바꿔라. 여의도 좀 바꿔라. 그리고 먹고살게 좀 해줘라. 희망을 좀 달라.’ 저는 이렇게 듣고 있다”며 “저보고 헌법을 바꿔 달라고 하는 사람은 아직 못봤다.”고 밝혔다.
“4·19 때 내각제 개헌을 했다가 1년도 안 돼 쿠데타를 불러왔다.”며 “66년간 9번의 헌법이 변하는 역사 속에서 많은 교훈과 경험이 있었다. 그걸 잊어버리면 곤란하다.”고 강조했다.
최근 개헌 문제를 놓고 박근혜 대통령과 새누리당 김무성 대표가 갈등 양상을 보인 것과 관련해 “대통령 생각이나 대표 생각이나 모든 부분이 잘 화합해서 국민의 요구를 잘 수용할 수 있을 것으로 저는 믿는다.”고 말했다.
22일 프레스센터에서 열린 ‘동국포럼 2014년’ 특강에서도 개헌론과 관련해 “5년 단임제가 나쁜 것만은 아니다.” “대통령보다 국회의원들이 더 욕을 먹는 현실에서 의원들이 뽑는 총리, 장관을 인정하지 않을 것”이라는 등 정치권의 개헌 움직임에 부정적 의견을 피력한 바 있다.
그는 ‘국회의원 무노동 무임금 등 혁신특위 개혁안에 당내 반발이 있고 김 위원장이 당내 개헌주장 여론과 동떨어져 있지 않느냐는 지적이 있다.’는 질문에 “국민이 기준이다. 민심이 당심을 우선한다고 본다.”며 “민위천(民爲天), 국민이 하늘이고, 식위천(食爲天), 국민이 먹고사는 경제가 하늘이다. 민심을 앞세우는 게 중요하다.”고 대답했다.

### 경기도지사 퇴임 이후
그동안 보수정당 계열의 성지로 꼽혔던 대구의 수성구 갑 선거구에 출마했으나, 더불어민주당 김부겸 후보가 당선되었다.
박근혜 대통령 탄핵 과정에서 박근혜 대통령 탄핵 반대 시위에 참여하여 탄핵 반대 의견을 적극 피력하였다.
2018년 7회 지방선거에서 자유한국당 서울특별시장 후보로 출마하였다. 선거 결과 더불어민주당 박원순 후보가 당선되었으며, 김문수는 23.34%의 득표율로 2위를 기록했다. 3위는 바른미래당 안철수 후보이다.
2019년 들어 문재인 대통령 퇴진 운동에 자주 참석했다. 같은 해에 조국 사태가 터지자 삭발식을 단행하였다.
2020년 1월 31일 자유통일당을 창립하고, 당대표 활동을 시작하였다. 광화문 집회세력을 규합하고, 총선에 대비해 자유우파적 가치를 내세울 전망이다.
이후 3월 3일 우리공화당과 통합하여 자유공화당이 되었다. 그러나 공관위의 구성비율과 비례대표 공천을 놓고 조원진계와 극심한 갈등 끝에 탈당했고, 기독자유통일당에 합류했다.
2021년 3월 18일 김무성, 이재오와 함께 서울시장 야권 후보 단일화와 국민의힘 김종인 비상대책위원장의 사퇴를 요구했다.
2022년에는 윤석열 정부 경제사회노동위원회 위원장으로 임명되었다.

### 고용노동부 장관
2024년 7월 31일 고용노동부 장관 후보자로 지명되었다. 8월 26일에 인사청문회가 진행되었고 야당이 거부하는 가운데 대통령의 재가로 제10대 고용노동부 장관에 임명되었다.

### 대한민국 제21대 대통령 선거
고용노동부 장관을 사직하고 국민의힘에 입당해, 2025년 4월 9일 국회 소통관에서 출마를 선언하였다. 5월 3일 국민의힘 전당대회에서 득표율 56.53%를 얻어 제21대 대통령 후보로 선출되었다.

#### 5월 6일
국민의힘 지도부인 권영세 비상대책위원장은 한덕수 후보와의 반드시 단일화를 이뤄내야 하고 단일화가 어떻게든 후보 등록일인 5월 11일까지는 완료돼야 한다고 강조했다. 이처럼 국민의힘 지도부가 그와 한덕수의 단일화를 압박하자 5월 6일 그는 정당한 대통령 후보인 자신을 강제로 끌어내리려고 한다며 경선 후보로서 일정을 지금 시점부터 중단하겠다고 아시아태평양경제협력체(APEC) 회의장인 경북 경주시 경주화백컨벤션센터을 찾아 밝혔다.

#### 5월 7일
오후 6시 서울 종로구의 한 식당에서 김문수가 한덕수 대선 후보를 만나 '김문수-한덕수 단일화'에 대해 1시간 20여분 동안 논의하였지만 성과 없이 끝났다. 그러나 조금 후 김문수는 자신의 SNS로 내일 만나자는 뜻을 밝혔다. 이에 한덕수 측은 기존 일정을 조정해 내일 김 후보를 만날 것이라고 화답했다. 이날 김문수와 한덕수의 회동 이후 권성동 국힘 원내대표는 김문수에게 단일화를 압박하기 위해 단식농성을 시작하겠다고 선언했다.
또, 예정된 국힘 당원 긴급 여론조사가 이날 실시되어, 오전 9시부터 오후 9시까지 총 2회에 걸쳐 자동응답조사(ARS) 방식으로 3차 경선 선거인단과 동일한 75만 8851명을 설문하였다. 설문 결과 응답자 중 82.82%가 ‘단일화가 필요하다’고 답했다.

#### 5월 8일
오후 4시 30분 경 서울 국회의사당 사랑재 인근 야외 테이블에서 단일화를 위한 2차 회동이 있었으나 1시간 동안 단일화에 전진없이 결렬되었다. 이 회동은 텔레비전와 유튜브로 생중계되었다. 한덕수 후보는 통상과 외교 등 국제 현안의 긴박함을 거론하며, 김문수 후보의 단일화 연기 제안에 대해 사실상 단일화 의지가 없는 것으로 보인다고 비판했다. 또, 그는 오늘 저녁이나 내일 아침이라도 단일화를 하자고 밀어붙였다. 이에 김문수는 '기탁금을 1억원씩 내고, 한번 통과하면 또 1억 내는, 이러한 과정을 통해 여기에 있는 것이다. 갑작스럽게 등장해 단일화를 강요하는 것은 부당하다'고 반박했다. 이어 그는 정당한 절차를 밟은 자신에게 일방적으로 책임을 묻는 것은 납득하기 어렵다고 덧붙였다.
회동 후반부에 김문수가 당 지도부(권영세, 권성동 등)가 한덕수 후보를 지원하는 것 아니냐고 말하자, 한덕수 후보는 자신은 당 지도부와 어떠한 논의도 한 적이 없고 의원들의 전화조차 받지 않는다고 주장했다. 그러면서 김문수가 마치 자신과 당이 사전 조율해 단일화를 추진하는 것처럼 말하는 것은 당에 대한 해가 되는 행위라고 분연해하였다. 이어 김문수가 "자기(=한덕수)는 입당도 안 한 상태에서…"라고 하자, 한덕수 후보는 '자기'라는 표현은 비하같다며 또 불연해 하였다.

#### 5월 9일
김문수 후보 캠프가 오후 출입기자단 대상 공지를 통해 홍준표를 중앙선대위 상임선대위원장으로 임명한다고 말했다. “홍 전 시장은 오는 10일 출국해 미국에 머물 계획을 바꿔 김 후보의 선거 승리를 위해 상임선대위원장을 수락하겠다고 말했다”는 것이 캠프 관계자의 설명이었다. 그러나 이는 홍준표와 전화를 한 중앙일보의 단독보도로 '거짓말'임이 밝혀졌다.
김문수는 9일 의원들의 요청을 받아 국회에서 열린 의원총회에 참석했다. 4월 3일 대선 후보로 선출된 이후 첫번쨰 의총 참석이었다. 김문수가 권영세 비상대책위원장과 권성동 원내대표의 에스코트를 받고, 의총장에서 의원들의 환영을 받으며 권성동으로부터 꽃다발을 받으며 좋은 분위기로 시작하였다. 김문수는 모두발언 전 팔로 머리 위에 큰 하트를 만들기도 하였다. 그러나 밑과같은 모두발언에서 "당 지도부는 현재까지도 저 김문수를 끌어내리고, 무소속 후보를 우리당의 대통령 후보로 만들기 위해 온갖 불법·부당한 수단을 동원하고 있습니다"고 말하며 당 지도부를 비판했다. 이에 이어 권영세가 "대단히 실망스럽다. 의원들이 기대한 것과 완전히 동떨어졌다. 지도자라면, 큰 지도자가 되려는 사람이라면 자기 자신을 버릴 줄도 알아야 한다”고 발언하며 의총장을 퇴장했다. 김문수도 다른 의원들이 지른 고성의 만류를 뚫고 퇴장하였다.
과거 국민의힘 당 지도부는 김문수와 무소속 한덕수 예비후보 사이의 단일화 가능성을 염두에 두고 전국위원회를 8일 또는 9일, 전당대회를 10일 또는 11일 소집한다는 공고를 냈었다. 이에 김문수가 해당 전당대회 개최를 금지해 달라는 가처분 신청과 대선 후보자 지위를 인정해달라고 가처분 신청을 냈지만 서울남부지법 민사합의51부(권성수 수석부장판사)가 받아들이지 않고 기각하였다.
오후 8시 30분 국회에서 시작된 김문수-한덕수 협상은 '역선택 방지 조항'에서 이견을 보이면서 약 20분 만에 중단되었다. 국민의힘 경선 룰인 '당원 50%+국민여론조사 50%'를 제안했으나 김문수 측이 '국민여론조사 100%'를 주장했다고 한덕수 측이 설명했다. 국민의힘은 의원총회를 열어, 단일화 협상이 결렬될 경우 비상대책위원회(권영세, 권성동 등)에 후보 교체 권한을 맡기기로 결정했다. 이에 따라 당 지도부는 자정까지 협상 결과를 지켜본 뒤, 협상이 최종적으로 무산되면 선거관리위원회와 비대위를 통해 즉시 후보 교체 논의에 들어갈 방침이다. 이날 국회 본청에서 열린 의총에는 총 64명의 의원이 참석했으며, 이 가운데 62명이 비대위에 해당 권한을 위임하는 데 찬성표를 던졌다. 전체 4번째 회동이자 금일 2차 협상이 밤 10시 30분경부터 국회 본청에서 이양수 사무총장 주재로 비공개 진행했지만 금일 1차 때와 같이 '역선택 방지 조항'에서 입장차를 좁히지 못하면서 협상은 오후 11시 6분쯤 결렬됐고, 김 후보 측은 내일 오전 후보 등록에 나서겠다고 밝혔다.

#### 5월 10일 - 김문수 후보 기습 교체 사건, 강제 교체 안건 부결
새벽 1시쯤 국민의힘에서 김문수를 선출 취소하고 한덕수 입당 및 후보등록를 진행한다는 속보가 나왔다. 국민의힘은 홈페이지 공지를 통해 당헌 제74조의2 및 대통령후보자선출규정 제29조 등에 따라 김문수 후보의 선출이 취소되었다고 공고했다. 이후 새벽 2시쯤 국민의힘 홈페이지 공지에 대통령 후보자 선거 후보자 등록 신청 공고가 게시되었다. 이 공지에는 제출 기간은 당일 새벽 3시부터 새벽 4시까지 총 1시간으로, 32종의 서류를 국회 본관 228호로 현장 제출하라고 공고하여 사실상 날치기가 발생하였다. 국민의힘 지도부(권영세, 권성동 등)가 당헌 제74조의 2 특례 규정의 내용 '상당한 사유가 있는 때에는 대선후보 선출에 관한 사항을 비상대책위원회의 의결로 정할 수 있다'에서 후보 등록 전 단일화를 요구한 당원의 의견이 87%에 달한 것이 '상당한 사유'라고 봤다는 것이다.
이에 배현진 의원은 경선을 통해 최종 선출된 후보를 모두 잠든 새벽에 기습 취소시키고 새벽 3시~4시, 단 1시간 만에 저 어마무시한 양의 서류들을 준비해 새 후보로 등록하라는 말도 안 되는 상황이라고 설명했다. 또, 박정훈 의원은 후보 신청 시간을 새벽 3시부터 4시까지 1시간으로 제한한 건 누가 봐도 미리 준비하고 있던 한덕수 후보를 위한 규정이며 오전 9시부터 오후 5시까지로 신청시간이 규정돼 있는 당규 위반이라고 지적했다.
오전 3시 20분쯤 한덕수가 국민의힘에 입당했다.
국민의힘은 재선출된 후보에 대한 찬반을 당원에게 물어 과반이 찬성할 경우 통과되는 전당원투표를 10일에 하고, 이후에는 비상대책위원회가 다시 열려 결과를 확인, 11일 전국위원회에서 전국위원 과반의 동의를 받아 후보 교체를 완료하겠다는 계획이다. 이는 전날 의원총회에서 단일화가 무산될 경우 비대위에 후보 교체 권한을 위임하기로 의결한 데 따른 것이다.
국민의힘 대변인 신동욱은 오전 10시부터 진행중인 전 당원 투표 ARS에서 재선출 반대가 더 높으면 김문수 후보가 그대로 유지되는 것이라고 밝혔다.
김문수는 오전 9시 40분 쯤 서울 여의도 선거캠프에서 기자회견(영상)을 열어 김문수 후보 기습 교체 사건이 불법적이고 부당하며 즉시 법적, 정치적 조치에 착수할 것이라고 밝혔다. 기자회견 이후 중앙당사에 마련된 대통령후보실에 앉아 캠프관계자들과 대책회의를 했다. 또, 오후 12시 35분쯤 국민의힘 대선 후보 선출취소 효력정지 가처분을 서울남부지법에 제출해 서울남부지법 민사합의 51부는 이날 오후 5시에 심문한다.
김문수 측은 공직선거법상 정당의 후보자는 당대표의 직인이 찍힌 추천서를 중앙선거관리위원회에 제출하고, 대통령 선거 후보자는 3억 원의 기탁금을 내야한다는 규정에 맟추기 위해 9일 국민의힘 사무처에 10일 오전 9시까지 당대표 직인이 찍힌 추천서와 기탁금 3억 원이 담긴 통장을 제출해 달라는 내용의 공문을 보낸 것으로 알려졌다. 그러나 새누리당 대표 직인 날인 거부 사태처럼 당대표가 직인 찍기를 거부하면 그는 후보 등록이 불가하게 된다.
오후 6시 50분쯤부터 국회 본청에서 5차 협상을 시작했지만 또 결렬되었다.
그러나 5월 10일 새벽 1시쯤 오전 10시부터 오후 9시까지 진행한 전 당원 대상 ARS조사에서 '한덕수로 후보 변경' 안건이 부결되어 '국힘 당지도부와 김문수의 갈등', '김문수-한덕수 단일화' 협상 모두 끝나게 되었다. 김문수는 국민의힘 후보 자격을 즉시 회복했으며 11일 공식 후보로 등록하기로 하였다. 또, 김문수는 입장문을 통해 함께 경선에 참여했던 한동훈 후보, 홍준표 후보, 안철수 후보, 나경원 후보, 양향자 후보 모두 감사드린다고 전하고, 한덕수 후보도 끝까지 당에 남아 이번 대선에서 함께 해 주길를 바란다면서 "즉시 선대위(선거대책위원회)를 출범시키고 빅텐트를 세워 반이재명 전선(반명 빅텐트)을 구축하겠다고 강조했다.
김문수 후보 기습 교체 사건을 주도했던 '쌍권(권영세, 권성동)' 중 하나인 권영세 비상대책위원장은 책임을 지고 사퇴하겠다고 밝히면서 “단일화를 못 이뤄 안타깝다”, “모든 책임을 지고 물러나겠다”고 말했다. 김문수는 이에 대해 대통령 후보가 선출되면 비대위원장은 자동으로 사임한 게 관례라며 그동안 애써주신 권 위원장에게 감사드린다고 말했다.

#### 5월 11일 - 김문수 21대 대선 후보 등록
김문수가 대선 후보 등록 마지막 날인 11일 오전 경기도 과천시 중앙선거관리위원회를 찾아 직접 후보 등록을 했다.
또, 입장문을 내어 어제 당원 투표 결과로 대통령 후보의 지위와 권한이 회복돼 가처분 실익이 없어졌으므로 오늘 오전 9시 30분 가처분 신청을 취하했다고 밝혔다.

#### 5월 12일 - 선거 유세 시작
새벽 서울시 송파구에 있는 가락시장에서 국민의힘 후보로 선거운동을 시작하였다. 가락시장에서는 김용태 비상대책위원장 내정자와 이만희 수행단장, 송파구 지역구 국회의원인 배현진, 박정훈 의원 등이 동행했다. 이후 여의도 국민의힘 중앙당사에서 열린 중앙선대위 회의 및 중앙선대위 임명장 수여식을 가진 뒤, 국립대전현충원에서 참배를 하였으며 충청권 선대위 출정식 및 임명장 수여식에 참여했다. 오후에는 대구 중구의 서문시장을 방문, 달성로에서 본격적 유세를 시작했다.

#### 5월 13일
대구 국립신암선열공원을 찾아 공식 일정을 시작하였다. 이어 대구 동대구로에 위치한 국민의힘 대구시당에서 대구·경북 선거대책위원회 출정식과 임명장 수여식을 진행했다. 이후 울산으로 이동해 뉴코아아울렛과 남구 신정시장에서 시민들을 대상으로 거리 유세를 펼쳤다. 오후에는 부산 문현금융단지에 위치한 산업은행 부산 이전 후보지를 직접 찾아 현장을 둘러보았고, 이어 한국노총 부산지역본부의 지지 선언을 받으며 노동계의 응원도 확보했다. 하루 일정을 마무리하며 부산시당에서 선대위 출정식과 임명장 수여식을 가진 뒤, 자갈치시장으로 이동해 저녁 유세와 만찬을 겸한 마지막 일정을 소화했다.

#### 5월 14일
진주중앙시장에서 유세를 펼치며 하루 일정을 시작했다. 이후 항공우주 및 첨단산업 관련 공약과 비전을 설명하기 위해 우주항공청 예정 부지와 항공정비업체, 그리고 창원에 위치한 두산에너빌리티를 잇따라 방문해 관계자들과 현안을 논의했다. 오후에는 밀양 관아지를 찾아 시민들과 소통하며 거리 유세를 진행했고, 마지막으로 양산 통도사를 찾아 일정을 마무리했다.

## 전과
- 소요, 국가보안법위반, 집회및시위에관한법률위반: 징역 3년, 자격정지 3년 - 1987년 2월 25일 선고[79]
- 퇴거불응, 집회및시위에관한법률위반: 벌금 3,000,000원 - 2021년 10월 8일 선고[79]
- 감염병의예방및관리에관한법률위반: 벌금 2,500,000원 - 2024년 9월 3일 선고[80]

## 사건 및 논란

### 119 긴급전화 남용 사건
2011년 12월 19일, 경기도지사 재직중 남양주시의 노인요양원을 방문했던 그가 119로 긴급전화를 걸었다. 요양원내 암환자의 응급 이송 관련 문의를 하려고 했다는 것이다.

### 코로나 검사 동행 거부 논란
서울 성북구 사랑제일교회 예배에 참석했던 김문수의 지인 ㄱ씨가 검진을 받지 않고 돌아다니자, 경찰이 ㄱ씨를 주소지인 인천 영종도 보건소로 강제 연행 조치하기 위해서 2020년 8월 17일 유튜브 ‘김문수 TV’ 녹화를 마치고 귀가하기 위해 지하철을 기다던 김문수와 일행(ㄱ씨와 성창경 기독자유통일당 수석대변인)에게 경찰이 다가왔다. 경찰이 검사를 위해 ㄱ씨와 함께 있던 김문수와 성창경에게도 함께 가자고 하자 김 전 지사는 경찰의 요청을 거부하고 언성을 높여 실랑이를 벌였다. 해당 실랑이는 김문수 자신의 페이스북에 게시된 영상을 통해 알려졌다.
이후 김문수 TV에서 다음과 같은 말을 했다.
이래서는 안되죠. 코로나 바이러스를 방역하고, 예방하고, 검사하고, 격리할 건 격리하고, 나는 그거 찬성하고, 당연히 그래야죠. 그러나! 이것을 기회로 해서! 이것을 악용해가지고, 사람들의 인권을 침해하는 건 안되죠. 더구나 저 같은 경우는 국회의원도 하고, 제가 경기도지사로서 행정도 하고, 이런 사람인데.

차명진 전 국회의원이 저와 가까운 사람인 건 맞습니다. 차명진 의원이 확진을 받았지만은 저는 아직까지 검진받은 적도 없고! 또 확진된 적도 없습니다!

## 학력
- 1964년 영천국민학교 졸업
- 1967년 경북중학교 졸업
- 1970년 경북고등학교 졸업
- 1994년 서울대학교 상과대학 경영학 학사

## 경력
- 1976년 6월~1980년 9월: 한일도루코 노조위원장
- 서울노동운동연합 지도위원
- 1984년 1월: 한국노동자복지협의회 부위원장
- 1985년 2월: 전태일 기념사업회 사무국장
- 1990년~1992년: 민중당 노동위원회 위원장
- 1990년~1992년: 민중당 서울특별시 지부 구로구 갑 지구당 위원장
- 1992년 10월~1994년 6월: 노동인권회관 소장
- 1994년~1995년: 민주자유당 경기도 지부 부천시 소사구 지구당 위원장
- 1994년~1995년: 노동부 행정규제완화위원회 위원
- 1995년~1997년: 신한국당 경기도 지부 부천시 소사구 지구당 위원장
- 1996년 4월 11일: 대한민국 제15대 국회의원 선거 당선(경기 부천시 소사구, 신한국당, 초선)
- 1996년 5월~2000년 5월: 제16대 국회의원(경기 부천시 소사구, 신한국당→한나라당, 초선)
- 국회 민생정치연구회 회장
- 1997년~2004년: 한나라당 경기도 지부 부천시 소사구 지구당 위원장
- 1998년 1월~1998년 3월: 한나라당 원내부총무
- 1998년 12월~2000년 5월: 한나라당 노동위원회 위원장
- 2000년 4월 13일: 대한민국 제16대 국회의원 선거 당선(경기 부천시 소사구, 한나라당, 재선)
- 2000년 5월~2004년 5월: 제16대 국회의원(경기 부천시 소사구, 한나라당, 재선)
- 2001년 5월~2002년 6월: 한나라당 제1사무부총장
- 2003년 10월~2004년 3월: 한나라당 대외인사영입위원회 위원장
- 2003년 12월~2004년 3월: 제17대 국회의원 선거 한나라당 공천심사위원장
- 2004년 4월 15일: 대한민국 제17대 국회의원 선거 당선(경기 부천시 소사구, 한나라당, 3선)
- 2004년 5월~2006년 4월: 제17대 국회의원(경기 부천시 소사구, 한나라당, 3선)
- 2004년~2006년: 한나라당 경기도당 부천시 소사구 당원협의회 위원장
- 2006년 5월 31일: 제4회 전국동시지방선거 당선(민선 4기, 경기도지사, 한나라당, 초선)
- 2006년 7월~2010년 6월: 제32대 경기도지사(민선 4기, 한나라당, 초선)
- 2009년 10월: 제1회 DMZ 다큐멘터리영화제 조직위원장
- 2010년: 대한민국뷰티디자인엑스포 조직위원회 위원장
- 2010년 6월 2일: 제5회 전국동시지방선거 당선(민선 5기, 경기도지사, 한나라당, 재선
- 2010년 7월~2014년 6월: 제33대 경기도지사(민선 5기, 한나라당→새누리당, 재선)
- 2011년: 제3회 DMZ국제다큐멘터리영화제 조직위원장
- 2012년 8월: 제18대 대통령 선거 새누리당 경선 후보(최종 2위)
- 2014년~2015년: 새누리당 보수혁신특별위원회 위원장
- 2016년 5월~2017년 2월: 새누리당 대구광역시당 수성구 갑 당원협의회 위원장
- 2016년 12월~2017년 2월: 새누리당 비상대책위원
- 2017년 2월~2017년 3월: 자유한국당 비상대책위원
- 2017년 2월~2018년 4월: 자유한국당 대구광역시당 수성구 갑 당원협의회 위원장
- 2018년 5월~2018년 6월: 제7회 전국동시지방선거 서울특별시장 자유한국당 후보
- 2020년 1월~2020년 3월: 자유통일당 대표
- 2020년 3월: 자유공화당 공동대표
- 2020년 3월~2020년 4월: 제21대 국회의원 선거 기독자유통일당 선거대책위원회 위원장
- 2022년 9월~2024년 8월: 제13대 경제사회노동위원회 위원장(장관급)
- 2024년 8월~2025년 4월: 제10대 고용노동부 장관
- 2025년 4월~2025년 5월: 제21대 대통령 선거 국민의힘 경선 후보(최종 1위)
- 2025년 5월~2025년 6월: 제21대 대통령 선거 국민의힘 후보

## 방송
- 2003년~2006년 KBS1 《생방송 심야토론》 ... 게스트
- 2003년~2004년 MBC 《MBC 100분 토론》 ... 게스트
- 2008년 MBC 《내 생애 마지막 스캔들》 ... 이장 역(특별출연)
- 2009년 KBS1 《TV는 사랑을 싣고》 ... 게스트
- 2012년 JTBC 《직격토크》... 게스트
- 2015년 tvN 《고성국의 빨간의자》 ... 게스트
- 2015년 KBS1 《여야택시》... 게스트
- 2016년 KBS2 《다큐멘터리 3일 - 개표까지 4·13 총선 기록》... 출연
- 2017년~2018년 채널A 《외부자들》 ... 게스트
- 2025년 쿠팡플레이 《SNL 코리아 리부트 시즌 7》 ... 게스트

## 상훈
- 2013.05. 제1회 한국신뢰성대상 정부공공부문대상
- 2011.06. 여성정책 공약이행 최우수단체장
- 2010. 제10회 자랑스런 한국인 대상 최고대상
- 2009.12. 택시희망대상
- 2009.09. 제7회 포브스경영품질대상
- 2009.04.16 한국매니페스토실천본부 선정 민선4기 광역자치단체장 공약이행도 평가 1위
- 2009.03. 노인복지대상
- 2007. 제5회 포브스코리아 품질경영대상 공공혁신부문상
- 2007.08.06 한국 매니페스토 실천본부선정 민선4기 광역자치단체장 공약이행도 평가 1위
- 2006. 마케팅 인사이트 선정 일잘하는 국회의원 1위
- 2006. 국회출입기자단 선정 약속 잘지키는 국회의원 1위
- 2006. 국회출입기자단 선정 일잘하는 국회의원 1위
- 2005. 국정감사 최우수의원
- 2003.10 2003년 국정감사 정무위원회 베스트 위원선정 (동아일보/경제정의실천 시민연합)
- 1999.09.28 99년 의정활동 종합평가 2위(97년부터 3년연속 20걸, 동료의원 평가 1위) (중앙일보)

## 소속 정당
| 소속 정당 | 소속 정당                     | 소속 기간 | 비고           |
| --------- | ----------------------------- | --------- | -------------- |
|           | 민중당                        | 1990~1992 | 창당 정계 입문 |
|           | 무소속                        | 1992~1994 | 정당 해산      |
|           | 민주자유당                    | 1994~1995 | 입당           |
|           | 신한국당                      | 1995~1997 | 당명 변경      |
|           | 한나라당                      | 1997~2012 | 합당           |
|           | 새누리당                      | 2012~2017 | 당명 변경      |
|           | 자유한국당                    | 2017~2020 | 당명 변경      |
|           | 무소속                        | 2020      | 탈당           |
|           | 자유통일당                    | 2020      | 창당           |
|           | 자유공화당                    | 2020      | 합당           |
|           | 무소속                        | 2020      | 탈당           |
|           | 기독자유통일당                | 2020~2021 | 입당           |
|           | 무소속                        | 2021~2025 | 탈당           |
|           | 국민의힘 자유통일당(전광훈파) | 2025~현재 | 복당           |

## 가족
- 배우자: 설난영
- 자녀: 1녀(김동주)

## 역대 선거 결과
|  | 1.5% |

|  | 39.19% |

|  | 61.62% |

|  | 52.94% |

|  | 59.68% |

|  | 52.20% |

|  | 37.69% |

|  | 23.34% |

|  | 41.15% |

## 저서
- 《나의 길, 나의 꿈》, 미지애드컴(2006) ISBN 9788995771402
- 《나는 자유를 꿈꾼다 규제감옥 경기도에서》, 경덕출판사(2008) ISBN 9788991197626
- 《김문수는 다릅니다》, 연장통(2012) ISBN 9788996649885
- 《기다려라 우리가 간다》, 연장통(2012) ISBN 9788996649861
- 《어디로 모실까요?》, 연장통(2012) ISBN 9788996649878
- 《이 시대 청백리 김문수를 보다》, 삼정(2017) ISBN 9791195007905

### 공저
- 《나는 일류국가에 목마르다》, 북마크(2009) ISBN 9788992404365
- 《세계를 무대로 활동하라》, 아카넷(2011) ISBN 9788957332009
- 《대한민국 파괴되고 있는가》, 북앤피플(2019) ISBN 9788997871438
- 《나의 사랑 대한민국》, 서울문화사(2025) ISBN 9791173719004
- 《난세의 영웅 김문수》, 행복에너지(2025) ISBN 9791193607831

## 같이 보기
- 부천시 소사구 (선거구)
- 부천시 소사구의 국회의원
- 경기도지사
- 경제사회노동위원회 위원장
- 대한민국의 고용노동부 장관
- 대한민국 제18대 대통령 선거
- 대한민국 제21대 대통령 선거